# Janówka (gromada)
Janówka – dawna gromada, czyli najmniejsza jednostka podziału terytorialnego Polskiej Rzeczypospolitej Ludowej w latach 1954–1972.
Gromady, z gromadzkimi radami narodowymi (GRN) jako organami władzy najniższego stopnia na wsi, funkcjonowały od reformy reorganizującej administrację wiejską przeprowadzonej jesienią 1954 do momentu ich zniesienia z dniem 1 stycznia 1973, tym samym wypierając organizację gminną w latach 1954–1972.
Gromadę Janówka z siedzibą GRN w Janówce utworzono – jako jedną z 8759 gromad – w powiecie augustowskim w woj. białostockim, na mocy uchwały nr 10/V WRN w Białymstoku z dnia 4 października 1954. W skład jednostki weszły obszary dotychczasowych gromad Janówka, Jabłońskie, Mazurki, Pruska Wielka i Topiłówka ze zniesionej gminy Dowspuda w tymże powiecie. Dla gromady ustalono 17 członków gromadzkiej rady narodowej.
1 stycznia 1958 do gromady Janówka przyłączono (częściowo okrojony) obszar zniesionej gromady Pruska Mała.
1 stycznia 1959 do gromady Janówka przyłączono wieś Chomentowo z gromady Raczki w powiecie suwalskim.
Gromada przetrwała do końca 1972 roku, czyli do kolejnej reformy gminnej.